# Il Pozzo
Il Pozzo is een plaats (frazione) in de Italiaanse gemeente Borgo San Lorenzo.